# Valtorres (kommunhuvudort)
Valtorres är en kommunhuvudort i Spanien.   Den ligger i provinsen Provincia de Zaragoza och regionen Aragonien, i den nordöstra delen av landet, 190 km nordost om huvudstaden Madrid. Valtorres ligger 673 meter över havet och antalet invånare är 117.
Terrängen runt Valtorres är lite kuperad. Runt Valtorres är det glesbefolkat, med 10 invånare per kvadratkilometer. Närmaste större samhälle är Calatayud, 10,2 km nordost om Valtorres. Omgivningarna runt Valtorres är i huvudsak ett öppet busklandskap.